# Chodsigoa caovansunga
Chodsigoa caovansunga är en däggdjursart som beskrevs av Lunde, Musser och Son 2003. Chodsigoa caovansunga ingår i släktet Chodsigoa och familjen näbbmöss. IUCN kategoriserar arten globalt som otillräckligt studerad. Inga underarter finns listade i Catalogue of Life.
Artepitet i det vetenskapliga namnet hedrar den vietnamesiska zoologen Cao Van Sung.
Arten är med en kroppslängd (huvud och bål) av 58 till 64 mm, en svanslängd av 51 till 68 mm samt med 14 till 16 mm långa bakfötter en av de minsta medlemmarna i sitt släkte. Pälsen på ovansidan bildas av hår som är mörkgråa med mörkbruna spetsar och undersidans hår är mörkgråa med ljusgråa eller ljusbruna spetsar. De smala bruna håren på svansen är i princip osynliga och det saknas en tofs vid svansens slut. Svansen är på ovansidan brun och på undersidan krämfärgad. Även händer och fötter är krämfärgade med några bruna punkter. Kraniet har en hög hjärnskål liksom hos Chodsigoa parca.
Denna näbbmus förekommer i bergstrakter i norra Vietnam. Området ligger 1300 till 2000 meter över havet. I samma region hittades även Chodsigoa parca. Bergstrakten är täckt av skog.